# Атамекен (Таскалинський район)
Атамеке́н (каз. Атамекен) — село у складі Таскалинського району Західноказахстанської області Казахстану. Адміністративний центр Казахстанського сільського округу.
У радянські часи село називалося Совхозне або Центральне.
Населення — 836 осіб (2021; 936 у 2009, 1146 у 1999, 1196 у 1989).